# Emmanuel Stockbroekx
Emmanuel Stockbroekx (23 de dezembro de 1993) é um jogador de hóquei sobre a grama belga, medalhista olímpico

## Carreira
Emmanuel Stockbroekx integrou o elenco da Seleção Belga de Hóquei Sobre Grama, nas Olimpíadas de 2016, conquistando a medalha de prata.